# Kazusō Oda
Kazusō Oda (小田 和奏, Oda Kazusō?), nascut el 17 de gener de 1980 a Hiroshima, és un cantautor, productor i guitarrista de música pop japonesa.
És un dels tres membres del grup No Regret Life, actiu del 2001 al 2013. Oda, sota el pseudònim de Coda, va guanyar notorietat mundial gràcies a la seva participació en els openings de l'anime JoJo's Bizarre Adventure.

## Biografia
Oda va formar el grup No Regret Life l'any 2001 amb Genta Matsumura i Ryuta Hashiguchi. El seu primer àlbum d'estudi, Tomorrow is the another day, es va publicar l'any següent. Després de cinc àlbums i dotze anys de longevitat, el grup es va separar el 2013. Al mateix temps, Oda va fundar el segell spiral-motion el 2010.
Llavors Oda va seguir una carrera en solitari que li va permetre donar-se a conèixer sota el pseudònim de Coda. Contactat per l'estudi d'animació David Production, va cantar la segona obertura de la primera temporada de JoJo's Bizarre Adventure, titulada Bloody Stream. Estrenada el gener de 2013, la cançó va tenir una bona acollida, sobretot pels fans de l'anime, perquè el seu ritme i energia subratllen l'alegre personalitat del protagonista, Joseph Joestar. El gener de 2015, Coda va participar en el segon opening de la segona temporada de l'anime, Stardust Crusaders, anomenada JoJo Sono Chi no Kioku ~end of THE WORLD~, amb Tominaga «TOMMY» Hiroaki i Hashimoto «JIN» Jin.
Coda va escriure l'opening de la tercera temporada de l'anime, Crazy Noisy Bizarre Town, que va ser interpretada pel grup THE DU i es va estrenar l'avril de 2016. És gràcies als crèdits de la cançó que es revela la identitat de Coda, àlies Kazusô Oda. L'avril de 2017, Kazusô va llançar el seu primer àlbum d'estudi en solitari, Nachtmusik.
El senzill Finding the Truth que serveix com a final per a un spin-off de JoJo a Rohan Kishibe, Kishibe Rohan wa Ugokanai, es va estrenar el juillet 2018. L' octobre de 2018, Coda va interpretar Fighting Gold, la primera obertura de Golden Wind, la quarta temporada de JoJo's Bizarre Adventure.

## Discografia

### Àlbum d'estudi
- 2017 : slow time session
- 2017 : Tabibitono Kanaderu Taion
- 2017 : Nachtmusik
- 2019 : slow time session 22
- 2021 : Coda Piano Trio
- 2023 :ハヤテ (Hayate)

### Singles
- 2013 : Bloody Stream
- 2015 : JoJo Sono Chi no Kioku ~end of THE WORLD~
- 2015 : JOJO'S BIZARRE ADVENTURE -The anthology songs 2 :
  - BLOODY STREAM ～mito remix ver.～
  - Goodbye Nostalgia
  - IGGY WALK
  - Crazy my Beat
- 2016 : Great Days UNITS ver.
- 2018 : Finding the Truth
- 2018 : Fighting Gold
- 2022 : JO STARS
  - Never End (Versió acústica)
  - Dramatic Blue